# ケーキ

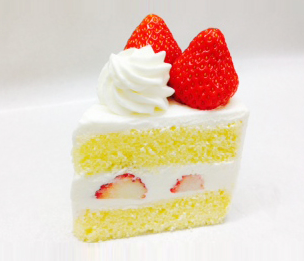
イチゴが乗った、切られたショートケーキ（カットケーキ、ピースケーキ）

ケーキ（英: cake /kʰeɪk/, 仏: gâteau /ɡa.to/（ガトー））は、穀物を挽いた粉を主体として作られる甘い菓子で、通常、小麦粉、砂糖、そしてその他の材料を使い、焼成によって作られる。最も古い形のケーキはパンの改良形だったが、現代のケーキはシンプルなものから手の込んだものまで多岐にわたり、ペイストリー、メレンゲ、カスタード、パイなどのデザートと共通する特徴を持っている。
ケーキは、結婚式、記念日、誕生日などの特別な行事で、お祝いの料理としてよく提供される。
日本では洋菓子という分野に分類されている。

## 概要
日本語で単にケーキというと、一般には、スポンジケーキにクリームを塗り果物を載せたものを指すが、広義では、チーズケーキやフルーツケーキなどクリームや果物を載せないものや、クッキーを砕いた土台の上にクリームチーズの生地を敷き、冷やして固めたレアチーズケーキなど、様々な種類を指すこともある。
多くのケーキは何らかの穀物の粉末（多くは小麦粉）、結着剤（多くは鶏卵や小麦粉に含まれるグルテン）、油脂（植物油、バター、ラード、シュマルツなど）、水分（水、牛乳、バターミルク、果物のピュレーなど）、膨張剤（酵母、重曹、ベーキングパウダーなど）を配合して作られる。また、欧米では焼き菓子のことを広く「ケーキ類」を示す語で指す。
なお、英語の用法では密度の高い食感の固形の食べ物や、石鹸などといった食品以外の固形物をcakeと呼ぶことがある。例としてはフィッシュケイク（fish cake=蒲鉾）、ライスケイク（rice cake=餅）、イエローケーキ（yellow cake=ウラン精鉱の別称）などがあり、脱水ケーキと呼ばれる汚水の処理過程で生成される固形物を単に「ケーキ」と呼ぶ場合もある。
店頭で販売されるときは、「ホール」単位、あるいは切り分けられて（カット）「ピース」単位で販売されることが多い。

## 名称と語源
英語ではcake（ケーキ / ケイク）、ドイツ語ではKuchen（クーヘン（広義））、フランス語ではgâteau（ガトー）、イタリア語ではtorta（トルタ、大きなケーキ）、dolce（ドルチェ、広義で英語のsweetに相当する）、またはpasta（パスタ、麺類や小さいケーキ）という。
英語ではケーキの元となった表現が13世紀初頭頃から見られ、「平らな、または比較的薄い焼成した生地のかたまり」という意味の古ノルド語のkakaから入って来たとされ、このkaka自体は西ゲルマン語のkokonに由来した。必ずしも甘い「生地のかたまり」を指す訳ではなく、加熱された生地の小さなかたまりはkaaks（カアクス）と呼ばれていた。
15世紀初頭からは、「小麦粉、砂糖、バターやその他の材料を用いた軽い生地で、いかなる形であれ焼成されたもの」と、形は問わないもののケーキは甘いものという意味が加わった。それと並行するように、15世紀半ばには、ケーキには「あらゆる平らで丸いかたまり」を指す意味にも解釈が広がっており、菓子や食物でないかたまりにもケーキという表現が使われるようになった。
| 英語                     | cake                                        |
| ノルド語・アイスランド語 | kaka                                        |
| スウェーデン語           | tårta                                       |
| デンマーク語             | kage                                        |
| オランダ語               | het gebak, de taart, de koek, de cake       |
| ドイツ語                 | der Kuchen, die Torte                       |
| ロシア語                 | торт(cake)、Пирожное(pie, tart)             |
| チェコ語                 | koláč                                       |
| ハンガリー語             | torta, sütemény, kalács（ミルク入りのパン） |
| イタリア語               | torta, dolce, pasta                         |
| フランス語               | gâteau                                      |
| ワロン語                 | wastea                                      |
| インドネシア語           | kue                                         |
| スペイン語               | pastel, torta                               |
| 中国語                   | 蛋糕（ダンガオ）                            |
| 韓国語                   | 케이크                                      |

## 歴史
最古のケーキはスイスの新石器時代の村落跡から見つかっている。ただし、古代世界におけるケーキとは、穀物などを練ってパテ状にした平らで固いものを指す。史料では、メソポタミアで紀元前22世紀から紀元前21世紀に繁栄したウル第三王朝の時代に、神殿の門へ甘い穀物の供物を宗教儀式として奉納していたことが粘土板文書に楔形文字で刻まれており、これがパンを甘くした初期のケーキのひとつであると考えられている。このようなケーキはその後の古代ギリシア、古代ローマ時代にもさかんに作られ、特に宗教儀式に用いられ続けた。例えば、古代ローマのマルクス・ポルキウス・カト・ケンソリウス（大カトー）は著書の「農業論」の中で様々なケーキを列挙している。
現代のケーキのルーツはいくつかあり、前述のようにその一つはパンである。長い歴史の中でケーキとパンの概念の差は非常に曖昧であるが、「ぜいたくな平らなパン」をケーキと称していたようである。1398年に書籍翻訳家のジョン・トレヴィサ(John Trevisa)がケーキの最大の特徴として、焼いている最中にひっくり返して両面を平たくすることであると記述している。
ポリッジ（オートミールなどの穀物を水や牛乳でおかゆにしたもの）もまたケーキのルーツの一つである。ポリッジにプラムを利用したプラムポリッジはおかゆというよりも、固形に近く、これを蒸してプディングにする製法が生まれた。そしてこれを焼いたものが中世の初期のフルーツケーキとなった。
またもう一つのルーツとして、パンケーキがある。パンケーキは小麦粉に牛乳と卵をといて焼いたものである。卵の膨張力を利用してふくらませるという製法が現代のケーキへの道をつけている。
卵白の膨張力は古くから知られており、ルネサンス期の料理書にも記述されている。フォークの普及以前では卵白の撹拌作業は非常に大変な作業ではあったものの、次第に卵白を撹拌したものを菓子などのふくらみに利用されるようになっていった。1615年には現代のスポンジケーキと同じようなレシピが掲載された本が出版されている。（ジャーヴェス・マーカムの 「The English Housewife」）
17世紀、18世紀の調理器具の発達も重要である。輪型が作られなければ、円柱状のケーキは難しかっただろう。またオーブンの発達もケーキの進化に寄与している。特に1780年に調理用レンジが発明され、温度管理が容易になった。
また、18世紀初期、料理人はイーストの代わりに卵を使えばケーキが膨らむということに気づいていたようで、1727年エリザベス・スミスが「Compleat Housewife」の中で卵だけで膨らませるケーキのレシピを何点か載せている。ただし卵だけで膨らませるには大量の卵が必要であった。
そして化学的膨張剤が出現する。1790年代アメリカでは真珠灰（パールアッシュ）が利用され始めた。これは短時間にケーキをふくらませることはできたが、風味が良くなく、そのうち重曹にとって代わられた。1850年頃、ベーキングパウダーが発明され現代の軽くて柔らかいケーキが誕生した。

## ケーキの種類

### 生地の膨張方法による分類
ケーキの口当たりをよくするためには、ケーキを焼き上げるときに何らかの形で生地に空気を含ませることが必要になる。このため多くのケーキは、
1. 酵母（イースト）
2. 固く泡立てた卵白（メレンゲ）
3. 水を加えて泡だてた卵黄[8]
4. 生地に練り込むか折り込むかした油脂（バターもしくはショートニング）
5. 重曹やベーキングパウダー
6. 生地の水分

などのうち少なくともどれか1つを膨張剤として用いる。材料の配分により、酵母を使ったケーキは菓子パンとの、バターやショートニングを使ったケーキはパイとの区別をつけることが難しいものがある。

#### 酵母（イースト）で膨らませるもの
- クグロフ（ナップフクーヘン/トップフクーヘン/グーゲルフップフ）（円環型のケーキ）
- シュトレン（シュトレ）
- モーレンコップフ（Mohrenkopf）（チョコレートケーキ）
- クランツクーヘン（Kranzkuchen）（王冠型ケーキ）
- プレッテンクーヘン（Plattenkuchen）（天板ケーキ）
- クラップフェン（クレップフェル）/ベルリーナー・プファンクーヘン
- パネットーネ
- パンドーロ
- サヴァラン
- ババ

- クグロフ
- シュトレン
- ベルリーナー・プファンクーヘン
- パネットーネ
- パンドーロ
- ババ

#### メレンゲで膨らませるもの
- ホールケーキ
  - デコレーションケーキ
  - ショートケーキ（主に日本）
  - シースケーキ
- モンブラン（台にパイ生地やメレンゲを使用することもある）
- ロールケーキ
  - タルト (郷土菓子)
- スポンジケーキ
- チョコレートケーキ（ガトーショコラ）
- トルテ
  - ザッハトルテ - チョコレートスポンジのケーキにチョコレートで包んだケーキ
  - キルシュトルテ - サクランボを使ったケーキ
  - エルトベーアトルテ（Erdbeertorte） - イチゴのケーキ
  - ヘレントルテ（Herrentorte） - 甘みを抑え、洋酒、ココアやチョコレートを用いマジパンで覆うことの多い、多層のケーキ。バリエーションがたくさんあり、ヘレントルテという絶対の定義は今のところなさそうである。
  - ドボシュトルタ
  - エスターハージートルテ：ハンガリーのトルテ。
  - エスターハージーシュニッテ
- シフォンケーキ
- カステラ
- メレンゲ（ベゼー）
- マカロン（マコロン）
- フィナンシェ
- パブロバ - 小麦粉を一切使わず、メレンゲをベースとした生地で作る。オーストラリアもしくはニュージーランドが起源とされている。
- ビスコッチョ - 卵・牛乳・小麦粉・砂糖を混ぜオレンジピール・オレンジジュースを加えオーブンで焼き完成となるマヨルカ島のケーキ。

- 日本のショートケーキ
- モンブラン
- ロールケーキ
- タルト（日本の郷土菓子）
- スポンジケーキ
- ザッハトルテ
- ドボシュ・トルテ
- カステラ
- メレンゲ・マフィン
- エスターハージートルテ

#### 練り込んだ油脂類で膨らませるもの
- ケーニヒスクーヘン（箱型）（公現節に食べる）
- トルテ（タルト） - 果物入りのパイ
  - リンツァートルテ
- シブースト
- ガトー・バスク
- ガレット・デ・ロワ
- ミルフィーユ（ナポレオン）
- スミンティネル（モルドバで作られるケーキのひとつ。一般的なケーキと違い、作ってから時間をおいて生地をしっとりとさせるのが特徴）
- プレクムルスカ・ギバニツァ（スロヴェニアで作られるケーキのひとつ。クロアチアに起源を持っているが、スロヴェニアを代表する伝統的なケーキとして知られている）

- ストロベリー・マスカルポーネ タルト
- プラム タルト
- チェリー タルト
- ガレット・デ・ロワ
- ミルフィーユ

#### 重曹やベーキングパウダーで膨らませるもの
- バターケーキ
  - パウンドケーキ（昔は卵とバターを泡立てて膨らませていた）
  - マドレーヌ
  - フィナンシェ
- バントケーキ
- パンケーキ（フライパンで焼いたもの）
- ショートケーキ - アメリカ合衆国などでショートケーキと呼ばれるもので、日本におけるいわゆるイチゴのショートケーキ（ガトー・オ・フレーズ）のことではない。該当記事参照のこと。
- キングケーキ
- ジャーマンケーキ
- マフィン
- ウェルシュケーキ
- クレイジーケーキ

- アメリカのショートケーキ
- パンケーキ（ホットケーキ）
- イチゴのショートケーキとチーズケーキ

#### 生地の水分で膨らませるもの
- バウムクーヘン
- ミル・クレープ
- シャコティス（リトアニアやポーランドで作られる伝統的なケーキで、形状と製法はバウムクーヘンに類似する）

- バウムクーヘン

### その他の分類

#### シュー生地を使ったもの
- シュークリーム
- クロカンブッシュ
- エクレア
- シューケット

- シュークリーム
- エクレア

#### プディング状のもの
- チーズケーキ
  - ティラミス

- チーズケーキ
- ティラミス

#### ビスケット・クッキー状のもの
- ビスケット（ビスクヴィート）
- レープクーヘン（プフェッファークーヘン）（クリスマス前に焼いたり買ったりする香辛料入りクッキー、季節菓子）
- クッキー
- プフェッファーヌス（Pfeffernuss） レープクーヘンに似た、半球状のクリスマス菓子。
- ジンジャーブレッド（ケーキ状のものもある）
- オートケーキ

- ビスケット
- レープクーヘン
- クッキー
- クッキー
- クッキー
- チョコチップ・クッキー

#### 形状や用途による分類
- ショートケーキ
- ロールケーキ
- ウェディングケーキ
- バースデーケーキ
- クリスマスケーキ
- プチフール
- バントケーキ

- ショートケーキ
- ウェディングケーキ
- ウェディングケーキ
- バースデーケーキ
- クリスマスケーキ
- プチフール

## ケーキのサイズ

### 日本におけるケーキサイズの単位
日本では、円形ケーキのサイズを「号」という単位で表示している。この「号」はケーキ本体の直径を表しているが、これは日本で過去に計量単位として使用されていた「尺貫法」に由来するものである。
1号は直径1寸（約3cm）を意味し、1号大きくなるごとに3cmずつ直径が長くなる。
号数×3cm=ケーキの直径
| サイズ | 直径 | 3号を1としたときの面積比 |
| ------ | ---- | ------------------------ |
| 3号    | 9cm  | 1                        |
| 4号    | 12cm | 1.77                     |
| 5号    | 15cm | 2.77                     |
| 6号    | 18cm | 4                        |
| 7号    | 21cm | 5.44                     |
| 8号    | 24cm | 7.11                     |
| 9号    | 27cm | 9                        |
| 10号   | 30cm | 11.11                    |

## 道具
- ボウル
- 泡立て器
- へら
- 型（英語版）
  - セルクル
- クッキングシート